# Geschützter Landschaftsbestandteil Feldgehölz auf dem Prierberg
Der Geschützte Landschaftsbestandteil Feldgehölz auf dem Prierberg mit 0,58 ha Flächengröße liegt im Stadtgebiet von Marsberg nordwestlich von Udorf im Hochsauerlandkreis. Das Gebiet wurde 2008 mit dem Landschaftsplan Marsberg durch den Kreistag des Hochsauerlandkreises als Geschützter Landschaftsbestandteil (LB) ausgewiesen. Im Norden grenzt es direkt an die Kreis und Landesgrenze. Der LB ist sonst umgeben vom Landschaftsschutzgebiet Prierberg.

## Beschreibung
Der Landschaftsplan führt zum LB aus: „Unmittelbar südlich der Landesgrenze am Prierberg erstreckt sich auf ausgeprägten Böschungskanten ein größeres, dichtes Feldgehölz mit heckenartigen Ausläufern. In der Baumschicht überwiegen Zitterpappel, Salweide und Vogelkirsche; die Strauchschicht wird überwiegend aus heimischen Dornsträuchern und Schwarzem Holunder gebildet. An den Rändern haben sich Krautsäume aus ökologisch unauffälligen Arten entwickelt. Nach Osten schließt sich – außerhalb der Abgrenzung – eine größere Magerweide an, die im oberen Teil durch Verbuschung, unten durch Düngetrift angrenzender Ackernutzung beeinträchtigt wird. Die Gehölze tragen erheblich zur landschaftsökologischen und -ästhetischen Bereicherung der hier überwiegend intensiv genutzten Agrarlandschaft bei. Sie ergänzen zudem ähnliche Strukturen jenseits der Landesgrenze auf der Kuppe und der Nordseite des Prierberges.“

## Schutzzweck
Die Ausweisung als LB erfolgte:
- Zur Erhaltung, Entwicklung oder Wiederherstellung der Leistungs- und Funktionsfähigkeit des Naturhaushaltes
- Zur Belebung, Gliederung oder Pflege des Orts- und Landschaftsbildes
- Zur Abwehr schädlicher Einwirkungen

Das LB stellt, wie die anderen LBs im Landschaftsplangebiet, einen herausragenden Lebensraum für die ökologischen Leistungsfähigkeit des Naturhaushaltes dar. Dient ferner als landschaftsgliederndes und -belebendes Element. Die Ausweisung dient der Abwehr realer oder potenzieller schädlicher Einwirkungen durch Pflanzenentnahme, Relief- oder Gewässerveränderungen usw.